# Bukovžlak
Bukovžlak je naselje u slovenskoj Općini Celju. Bukovžlak se nalazi u pokrajini Štajerskoj i statističkoj regiji Savinjskoj. 

## Stanovništvo
Prema popisu stanovništva iz 2002. godine naselje je imalo 329 stanovnika.